# Prosheliomyia sibuyana
Prosheliomyia sibuyana är en tvåvingeart som först beskrevs av Townsend 1928.  Prosheliomyia sibuyana ingår i släktet Prosheliomyia och familjen parasitflugor. Inga underarter finns listade i Catalogue of Life.